# 교토부 제4구
교토부 제4구(일본어: 京都府第4区)는 일본의 중의원 선거구이다. 1994년 공직선거법이 개정되면서 신설되었다.

## 지역
- 교토시
  - 우쿄구
  - 니시쿄구
- 가메오카시
- 난탄시
- 후나이군

## 역대 국회의원
| 선거          | 선거              | 의원            | 정당       |
| ------------- | ----------------- | --------------- | ---------- |
|               | 1996년 제41회     | 노나카 히로무   | 자유민주당 |
| 2000년 제42회 |                   | 노나카 히로무   | 자유민주당 |
| 2003년 제43회 | 다나카 히데오     |                 | 자유민주당 |
| 2005년 제44회 | 나카가와 야스히로 |                 | 자유민주당 |
|               | 2009년 제45회     | 기타가미 게로   | 민주당     |
|               | 2012년 제46회     | 다나카 히데유키 | 자유민주당 |
| 2014년 제47회 |                   | 다나카 히데유키 | 자유민주당 |
| 2017년 제48회 |                   | 다나카 히데유키 | 자유민주당 |